# Томита Цунэдзиро
Томита Цунэдзиро (яп. 富田 常次郎 Томита Цунэдзиро:, 28 февраля 1865 — 13 января 1937, настоящая фамилия — Ямада (яп. 山田)), был первым учеником по дзюдо у основателя дзюдо Дзигоро Кано. Его имя находится на первой линии книги учеников Кодокана. Томита и Сиро Сайго стали первыми обладателями чёрных поясов в истории дзюдо. Томита был известен как один из «Четырёх Королей Кодокана» за свои достижения в соревнованиях против джиу-джитсу школ во времена образования Кодокана. Он был награждён седьмым даном посмертно 13 января 1937 года.

## Семья
Сын Томиты, Цунэо Томита (富田 常雄) (1904—1967), был известным писателем своего времени. Акира Куросава снял фильм «Сугата Сансиро» (яп. 姿三四郎 Сугата Сансиро:), известный также как «Гений дзюдо», по одноименному роману Томиты.